# Flora Diegues

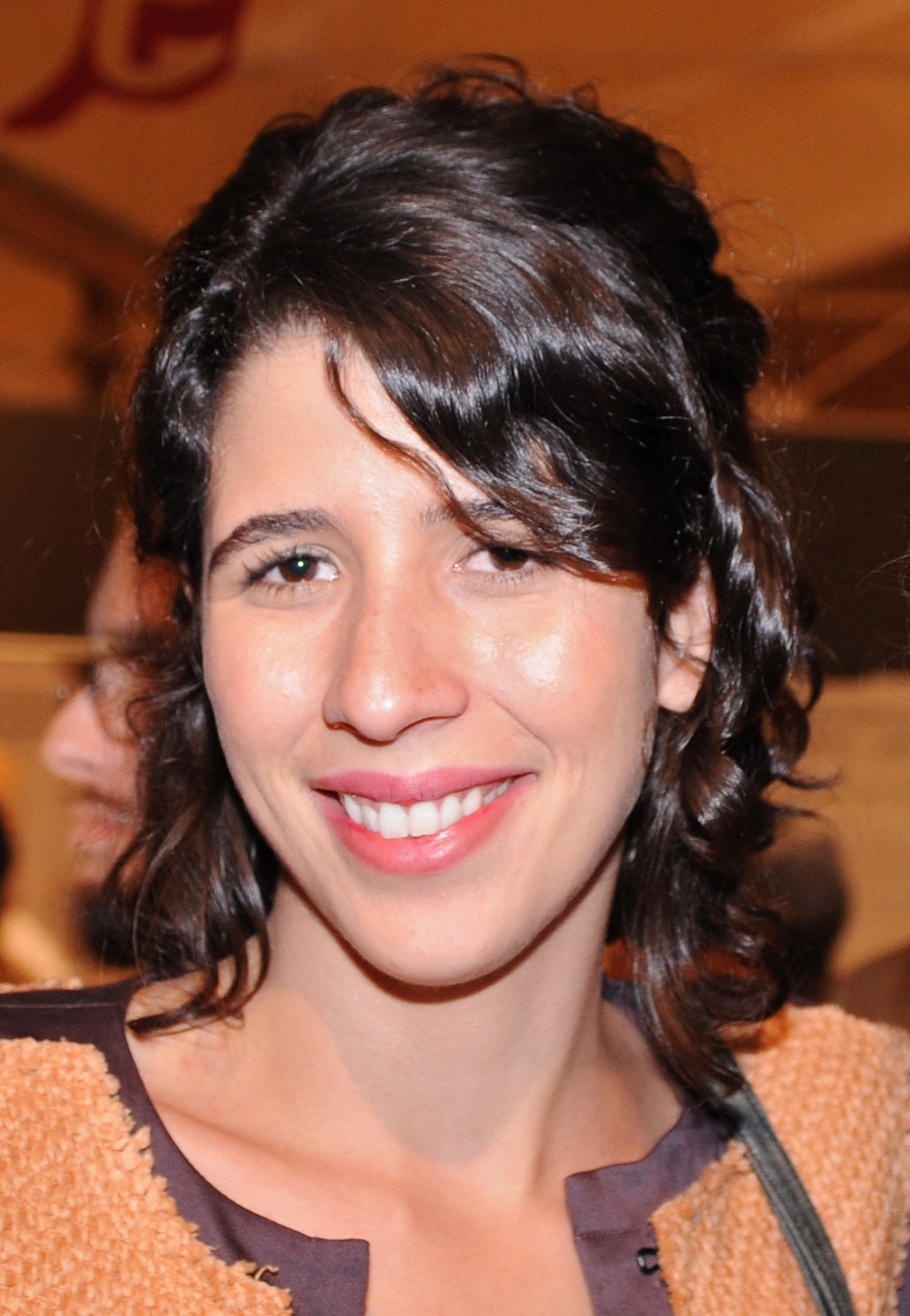
Flora Diegues, 2013

Flora Diegues (Rio  de Janeiro, 23 settembre 1986 – Rio de Janeiro, 2 giugno 2019) è stata un'attrice, sceneggiatrice e regista brasiliana.

## Biografia
Al suo esordio di attrice fu diretta dal padre, il regista Carlos Diegues: impersonò la protagonista da bambina nel film Tieta do Brasil (1996). Nei primi anni Duemila fu attiva in teatro. 
Dal 2008 si propose come sceneggiatrice e intraprese la carriera di regista dirigendo pellicole e cortometraggi. 
Dal 2014 apparve nelle telenovelas. Nel 2017, dopo più di vent'anni, recitò nuovamente in una pellicola del padre, O grande circo mistico, affiancando l'attore francese Vincent Cassel.
Morì nel giugno 2019 a soli 32 anni, per un tumore al cervello che le era stato diagnosticato qualche tempo prima.